# Peter Friderich Quaade

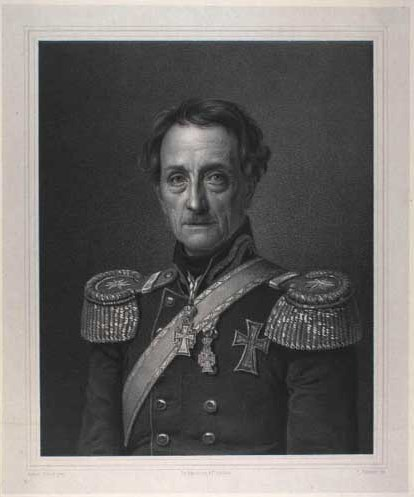
Peter Friederich Quaade Lithografie von Peter Gemzøe nach einem Porträt von August Schiøtt aus dem Jahr 1847

Peter Friderich Quaade (* 16. Januar 1779 in Pommerby; † 1. März 1850 in Kopenhagen) war ein dänischer Generalmajor und Vater des dänischen Diplomaten und Außenministers George Quaade.

## Leben
Quaade war der Sohn des Gutsverwalters August Diederich Quaade (1748–1811) und dessen Frau Magdalena Margaretha, geborene Mordhorst (1745–1830). Seine Kindheit verbrachte er beim Kammerherrn Magnus von Wedderkop (1758–1825) auf Gut Dollrott. Er studierte Mathematik an der Christian-Albrechts-Universität zu Kiel. Ab 1796 begann seine militärische Laufbahn beim Feldjägerkorps. Ab 1804 war er Offizier im Ingenieurkorps. Von 1810 bis 1830 tat er Dienst auf der Festung Kronborg. Später war er zuständig für das Kastell von Kopenhagen und zuletzt als Oberst Chef des Ingenieurkorps. 1842 erfolgte seine letzte Beförderung zum Generalmajor.
1812 heiratete Quaade Christiana Gustava de Tuxen (1792–1866) und hatte mit ihr fünf Kinder. Er liegt im Kopenhagener Garnisons Kirkegård begraben.

## Auszeichnungen
- Dannebrogorden
  - 25. Mai 1826 Ritter
  - 1. August 1829 Dannebrogsmann
  - 1836 Kommandeur